# Joc de zero jugadors
Un joc de zero jugadors o joc de cap jugador és un joc que no té cap jugador sensible o que pugui rebre sensacions.
Dins dels jocs d'ordinador, el terme es refereix a programes que utilitzen intel·ligència artificial més que jugadors humans.
Conway's Game of Life, un autòmat cel·lular enginyat el 1970 pel matemàtic britànic John Horton Conway, és considerat un joc de zero jugadors perquè la seva evolució és determinada pel seu estat inicial, no requerint cap intervenció per part d'éssers humans. A més a més, alguns combats i videojocs d'estratègia en temps real poden ser posats a mode de zero jugadors on un jocs d'AI contra un altre AI.

## Tipus
Hi ha diversos tipus diferents de videojocs que poden ser considerat "zero-jugador".
Alguns jocs, com Conway's Game of Life, evoluciona segons regles fixes de la seva instal·lació i configuració inicial. Altres com Snakes and Ladders evolucionen segons les possibilitats, però de forma similar els jugadors no tenen cap decisió per fer i no tenen cap impacte sobre com progressa el joc.
Una variació més complexa seria el cas de les intel·ligències artificials que juguen un joc. Els éssers humans poden tenir un repte dissenyant l'AI i donant-li l'habilitat suficient per jugar el joc bé, però l'evolució real del joc no té cap intervenció humana.
Pels jocs resolts l'estratègia òptima per tots els jugadores és sabuda. Els jugadors poden maximitzar les seves possibilitats de guanyar seguint questes estratègies, i qualsevol desviació seria sub-optimitzar el joc. El tres en ratlla seria un exemple trivial; dos jugadors que segueixen la manera més fàcil d'estratègia òptima (més que prendre decisions a la seva manera) i en que el final del joc acaba sent un sorteig. Jocs més complexos també han estat solucionats, per exemple les dames, però en aquest cas aprendre l'estratègia òptima de joc va més enllà de les capacitats humanes. Solucions per jocs encara més complexos, com l'escacs o el Go podrien existir (això com pel teorema de Zermelo) però han encara no han pogut ser computades.